# Albrecht Gralle

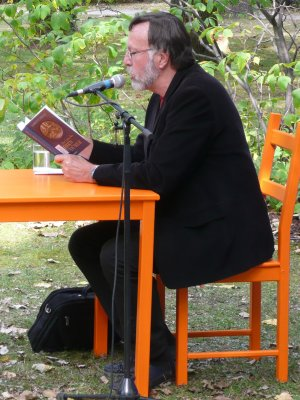
Albrecht Gralle auf dem Erlanger Poetenfest 2009

Albrecht Gralle (* 23. November 1949 in Stuttgart) ist ein evangelisch-freikirchlicher Theologe, Kirchenlieddichter und Schriftsteller.

## Leben
Nach seiner schulischen Ausbildung studierte Albrecht Gralle von 1971 bis 1976 am Theologischen Seminar des Bundes Evangelisch-Freikirchlicher Gemeinden Hamburg-Horn (heute: Theologische Fachhochschule Elstal in Elstal) und an der Theologischen Fakultät der Universität Hamburg. Nach dem Magisterexamen war er ab 1977 Vikar in der Evangelisch-Freikirchlichen Gemeinde Hamburg, Grindelallee (Oncken-Kirche). Sein besonderes Arbeitsfeld war hier die Zweiggemeinde Großhansdorf. Seine Anerkennung als Pastor des Bundes Evangelisch-Freikirchlicher Gemeinden (Baptisten) erfolgte im Jahr 1980. 
1981 ging das Ehepaar Gralle im Auftrag der Europäisch-Baptistischen Missionsgesellschaft nach Sierra Leone. Während seine Frau, die Augenärztin Dr. Ingrid Gralle, sich dort im medizinischen Bereich engagierte, unterrichtete Albrecht Gralle am Theologischen Seminar der Baptist Convention of Sierra Leone (BCSL).
1987 wechselte Gralle in den Pastorendienst der Evangelisch-Freikirchlichen Gemeinde Northeim und war bis 1993 deren Seelsorger. Danach widmete sich Gralle ausschließlich der Schriftstellerei, in der er bereits seit 1977 nebenberuflich tätig war. Außerdem verfasste Gralle auch einige Kirchenlieder, die sich unter anderem im freikirchlichen Gesangbuch Feiern und Loben finden.
Das Ehepaar Gralle lebt nach wie vor in Northeim bei Göttingen. In der Kirchengemeinde, die von Ehefrau Ingrid geleitet wird, betätigt Gralle sich ehrenamtlich im Predigtdienst und im musikalischen Bereich.

## Werke (Auswahl)
- Chefvisite. Die unerwartete Rückkehr des Auferstandenen, Bredow, Moers 2017, ISBN 978-3-86506-984-9.
- Schwarzer Samt, Gießen 2011
- Vom Glück verfolgt. Die neuen Leiden des Pfarrers W. (Illustration: Thees Carstens), Neukirchen-Vluyn 2011
- Der Löwe des Herrn Dürer, Zürich 2009
- Die Rückseite der Angst, Braunschweig 2008
- Ein Brausen vom Himmel, Neukirchen-Vluyn, 2008
- Der dritte Tempel, Moers 2007
- Wie Sie garantiert in den Himmel kommen – und auch wieder heraus, Neukirchen-Vluyn 2007
- Ein Finger voll Blut, Wuppertal 2007
- El cinturón de Leonardo, Madrid: 2006
- Mårdverdacht, Moers 2006
- Zu Bielefeld geboren, Neukirchen-Vluyn 2006
- Die Braut des Bischofs, Gießen 2006
- Der Wolken, Luft und Winden gibt Wege, Lauf und Bahn …, Gießen 2006
- Ich bin's nur – Gott, Wuppertal 2006
- Der Lastwagen im Schlüsselloch, Neukirchen-Vluyn 2006
- Oskar oder was wäre wenn …?, Zürich 2006
- Als das Christkind erwachsen wurde, Wuppertal 2005
- Der goldene Omnibus, Stuttgart 2003
- Der Gürtel des Leonardo, Zürich 2003
- Der Mönch und die Königin, München 2003
- Die grüne Wiese, Claren-Dichtung Nr. 15 504, ISBN 3-922549-08-X, Lüdenscheid 1984

Außerdem wurden folgende Kirchenlieder von Albrecht Gralle verfasst:
- Nur ein Stall am Rand der Welt (Weihnachtslied, 2002; Feiern und Loben, Nr. 226)
- Die letzte Nacht mit Freunden wird deine Leidensnacht (Passionslied, 2002; Feiern und Loben, Nr. 247)
- Hast du schon mal ein Haus gebaut aus Rinde und aus Moos? (Kinderkirchenlied, 1990; Feiern und Loben, Nr. 442)

## Auszeichnungen
- 2014: 3. Preis Schwäbischer Literaturpreis